# Arthur Seidl
Arthur Seidl   (Múnic, 8 de juny de 1863 - Dessau, 11 d'abril de 1928) va ser escriptor, periodista alemany, professor al Conservatori de Leipzig i Dramaturg al Hoftheater Dessau.
Nascut a Múnic, Seidl va estudiar a les universitats de Múnic, Tübingen, Berlín i Leipzig, completant els seus estudis amb un doctorat. Durant els seus estudis, també va aprendre a tocar violoncel i piano a Múnic i Ratisbona, i es va interessar per la composició.
Seidl va treballar com a periodista en diaris com el "Deutsche Wacht", "Die Moderne", "Münchner Neueste Nachrichten" i "Neueste Hamburger Nachrichten". Del 1898 al 1899 va estar al Nietzsche-Archiv de Weimar i es va guanyar la reputació d'erudit de Wagner. Des del 1903 va ser dramaturg al Hoftheater Dessau (teatre de la cort de Dessau), càrrec que va ocupar fins a la seva mort. Des del 1904 també va ser professor al Konservatorium Leipzig on entre els seus alumnes va tenir a Heinz Schubert, que seria un gran director d'orquestra.

## Obra principal
- Zur Geschichte des Erhabenheitsbegriffes seit Kant (1889)